# Melanolophia cana
Melanolophia cana là một loài bướm đêm trong họ Geometridae.